# مرد آهنی
مرد آهنی یا آیرون‌من (به انگلیسی: Iron Man) با نام واقعی تونی استارک یک شخصیت خیالی ابرقهرمان در کتاب‌های کمیک آمریکایی منتشر شده توسط مارول کامیکس است که تاکنون در چندین فیلم، بازی‌های ویدئویی، مجموعه تلویزیونی و انیمیشن حضور یافته است. این شخصیت به‌وسیلهٔ نویسنده/ویراستار استن لی خلق، و توسط نویسنده لری لیبر تکمیل و توسط هنرمندان دان هک و جک کربی به تصویر کشیده شد. او برای اولین بار در در شماره ۳۹ سری کمیک‌های داستان‌های در حال تعلیق (۱ مارس ۱۹۶۳) حضور پیدا کرد. بالاترین قدرت او بیشتر در هوش اش و زرههایی که برای خودش می‌سازد به چشم می‌خورد. نقش این شخصیت را رابرت داونی جونیور در دنیای سینمایی مارول ایفا کرده است.
تونی استار، پسر هاوارد استارک، صنعتگری پولدار و رئیس شرکت استارک، و ماریا استارک در لانگ آیلند در تاریخ ۲ فوریه ۱۹۸۶ به دنیا آمد. به خاطر نبوغ بیش از حد اش، در سن ۱۵ سالگی وارد دانشگاه ام‌آی‌تی شده و در رشته‌های مهندسی برق و علوم کامپیوتر تحصیل می‌کند. بعد از کشته شدن پدر و مادرش در تصادف، تمام ثروت پدر اش به او ارث می‌رسد. البته در فیلم کاپیتان آمریکا: جنگ داخلی (۲۰۱۶) مشخص می‌شود که باکی بارنز/سرباز زمستان پدر و مادر تونی را کشته است.
برخلاف اکثر ابرقهرمان‌ها، مرد آهنی در کنار سری کمیک‌های مخصوص به خود، جزو گروه‌هایی چون انتقام‌جویان نیز قرار می‌گرفت.

## شخصیت
این شخصیت در سال ۲۰۱۹، با بازیگری رابرت داونی جونیور در فیلم انتقام‌جویان: پایان بازی، اثر برادران روسو، با نمره‌دهی منتقدان، لقب محبوب‌ترین ابرقهرمان مارول یونیورس را گرفت.
این فقط مختص سینما نیست؛ بلکه در کمیک هم اینگونه است. در ضمن آیرون من، یکی از نخستین ابرقهرمانان مارول بوده که با گروه چهار شگفت‌انگیز ارتباط داشته است.
ویژگی‌های اخلاقی:
او در ابتدا مردی بسیار مغرور و خوشگذران بود که به هیچ چیز جز خودش اهمیت نمی‌داد، اما بعد از این که در جنگ ویتنام (در دنیای سینمایی مارول گفته می‌شود در افغانستان) برای ساخت اسلحه گروگان گرفته می‌شود و با ساخت زرهی خود را نجات می‌دهد، درد و سختی را تجربه می‌کند و از آن پس او تبدیل به فردی مهربان و خیرخواه می‌شود که با تبدیل شدن به قهرمانی به نام مرد آهنی به مردم کمک می‌کند.
در بسیاری از بخش‌ها گفته شده که تونی استارک در طی سری فیلم‌های انتقامجویان بیشترین قوس (تغییر) شخصیت و اخلاق را داشته است.

## تجهیزات و زره‌ها
آیرون من همواره در کمیک‌ها، فیلم‌ها، سریال‌ها، مجموعه‌های تلویزیونی، انیمیشن‌ها و بازی‌های ویدئویی که در آن‌ها حضور داشته است، زره‌های جدیدی را برای خود ساخته و می‌سازد.
لیست زیر نشان دهنده زره‌های مرد آهنی در دنیای سینمایی مارول از قدرتمندترین به ضعیف‌ترین است.
۱-آخرین زره مرد آهنی مارک ۸۵ یا مارک Lxxxv(انتقام جویان: پایان بازی)
۲- زره مرد آهنی مارک XLIV Hulkbuster(انتقام جویان: عصر اولتران)
۳- زره مرد آهنی مارک XLVIII یا مارک ۵۰(انتقام‌جویان: جنگ ابدیت)
۴- زره مرد آهنی مارک XLI(مرد آهنی ۳)
۵- زره مرد آهنی مارک V(مرد آهنی ۲)
۶- زره مرد آهنی مارک XXV(مرد آهنی ۳)
۷- زره مرد آهنی مارک XLVI مارک ۴۶(کاپیتان آمریکا: جنگ داخلی)
۸- زره مرد آهنی مارک XXXIII(مرد آهنی ۳)
۹- زره مرد آهنی مارک IV(مرد آهنی ۲)
۱۰- زره مرد آهنی مارک VI(مرد آهنی ۲)
۱۱- زره مرد آهنی مارک VII(انتقام‌جویان)
۱۲- زره مرد آهنی مارک XLV(انتقام جویان: عصر اولتران)
۱۳- زره مرد آهنی مارک XXXVIII(مرد آهنی ۳)
۱۴- زره مرد آهنی مارک XVI(مرد آهنی ۳)
۱۵- زره مرد آهنی مارک XL(مرد آهنی ۳)
۱۶- زره مرد آهنی مارک III(مرد آهنی)
۱۷- زره مرد آهنی مارک XLIII(انتقام جویان: عصر اولتران)
۱۸- زره مرد آهنی مارک I(اولین زره مرد آهنی در فیلم مرد آهنی ۱)
۱۹- زره مرد آهنی مارک XLII(مرد آهنی ۳)
۲۰- زره مرد آهنی مارک II(مرد آهنی)
۲۱- زره مرد آهنی مارک XLVII(مرد عنکبوتی: بازگشت به خانه)

زره مارک lll، استفاده شده در فیلم مرد آهنی ۱ در سال ۲۰۰۸

## داستان
آنتونی ادوارد استارک یا به اختصار تونی استارک، میلیاردر، صنعت‌گر و مهندسی نابغه بود که فردی عیاش، خوشگذران، قمارباز و دختر باز بود که صاحب شرکتی برای ساخت اسلحه‌های جنگی همانند موشک‌های پیشرفته و بمب بود که به هیچ چیز و هیچ‌کس به جز خودش اهمیت نمی‌داد، تا این که روزی در حین نظارت بر تأثیر تکنولوژیهای آزمایشگاهی بر روی جنگ ویتنام، توسط گروهی به رهبری وونگ-چو که او را مجبور به طراحی سلاح‌های کشتار جمعی و موشک می‌کنند، اسیر و زخمی می‌شود. داخل زخم‌های استارک ترکشهایی هستند که کم‌کم به سمت قلب اش حرکت می‌کنند. هم سلولی او هو ینسین، برندهٔ جایزه نوبل فیزیک، یک صفحهٔ مغناطیسی به سینهاش وصل می‌کند تا با جلوگیری از حرکت ترکشهای داخل بدن استارک، او را زنده نگه دارد. در خفا، استارک و ینسین به جای ساخت اسلحه برای ویتنامی‌ها، شروع به ساخت زره تقویت شده‌ای می‌کنند که استارک موفق می‌شود به کمک آن از زندان فرار کند. اما طی فرار، ینسین خود را فدا می‌کند تا امکان فرار برای استارک فراهم شود. استارک از گروگان‌گیرانش انتقام می‌گیرد و به نیروهای آمریکایی بازمی‌گردد. در راه بازگشت با یک خلبان نیروی دریایی آمریکا به نام جیمز «رودی» رودس آشنا می‌شود. بعدها وقتی که او آزاد می‌شود و به آمریکا بازمی‌گردد، درد و سختی را تجربه کرده است و می‌فهمد که در این مدت چه درد و رنجی را برای باقی انسان‌ها با ساخت اسلحه‌های متعدد به ارمغان آورده است، از کارهای خود بسیار پشیمان و شرمسار می‌شود و تبدیل به فردی خوب و مهربان می‌شود که از هوش سرشار و منابع متعددی که در اختیار دارد برای ساخت زره‌های پیشرفته برای کمک به مردم استفاده می‌کند و تولید اسلحه را در شرکت اش را متوقف می‌کند. او نمادی برای استن لی در مورد تکنولوژی، علم و انسانیت در برابر کمونیستهای زمان جنگ سرد بود. در ادامهٔ داستان، زمینهٔ مبارزهٔ مرد آهنی از کمونیسم به تروریسم تحول پیدا می‌کند.

اولین حضور مرد آهنی در دنیای کمیک در جلد کمیک شماره ۳۹ داستان‌های در حال تعلیق (۱ مارس ۱۹۶۳)

در خانه، استارک متوجه می‌شود که نمی‌تواند بدون آن صفحهٔ مغناطیسی زنده بماند زیرا اگر آن را بردارد ترکش‌ها به سمت قلب اش حرکت می‌کنند و او را می‌کشند؛ بنابراین مجبور می‌شود آن را همیشه زیر لباس خود بپوشاند. او مجبور است برای زنده ماندن هر روز این صفحه را شارژ کند. او همچنین به گونه ای ظاهر سازی می‌کند که همه فکر می‌کنند مرد آهنی محافظ شخصی تونی استارک است. در طی این مدت او با دشمنان زیادی از طرف کمونیست‌ها از جمله بیوه سیاه (او در این زمان یک شرور بود ولی بعدها به یک قهرمان تبدیل می‌شود و در گروه انتقام جویان با مرد آهنی هم تیمی می‌شود)، کریمزن داینامو و مرد تیتانیومی مواجه می‌شود. البته کسانی چون ماندارین نیز به او حمله می‌کنند که از طرف کسی فرستاده نشده‌اند. نهایتاً همین ماندارین است که به دشمن اصلی او تبدیل می‌شود. هیچ‌کس به خاطر دخترباز و پولدار بودن اش به تونی شک نمی‌کند. دو تن از مهم‌ترین شخصیت‌های مکمل استارک رانندهٔ شخصی او هارولد «هپی» هوگان و منشی‌اش ویرجیا «پپر» پاتز هستند که استارک راز خود را با آن‌ها در میان می‌گذارد. جیمز رودس نیز به عنوان خلبان شخصی استارک استخدام می‌شود و از خود شجاعت و مهارتی بی‌نظیر به نمایش می‌گذارد.
در طول زمان سیاست‌های ضد کمونیسم کتاب‌های کمیک کم‌کم از بین می‌رود اما جنگ ویتنام جایگزین آن می‌شود. این تغییرات در سری داستان‌ها به خاطر ابراز آشکارای باورهای سیاسی و نظامی استارک به وضوح قابل تشخیص است. البته بعضی اوقات هم، استارک خود را از این جنگ بیزار نشان می‌دهد و خواستار خاتمهٔ آن می‌شود. این موضوع باعث تحریک افراد نزدیک به او – چه ابرقهرمان چه غیرنظامی – می‌شود. استارک نه تنها از پول شخصی خود برای ساخت زره‌هایش استفاده می‌کند، بلکه از آن برای ساخت اسلحه برای سازمان شیلد نیز استفاده می‌کند. او کوئین جت (جتی که انتقام جویان با آن به انجام ماموریت‌هایشان می‌پردازند) را برای انتقام جویان و القاکننده تصویری را برای مردان ایکس ساخته است.

جلد اولین کمیک اختصاصی مرد آهنی (۱ مه ۱۹۶۸)

نهایتاً، مشکل قلبی استارک توسط مردم کشف شده و مجبور به پیوند قلب می‌شود. بعدها او طراحی زرهٔ خود را گسترش داده و شروع به ساخت سری زره‌های برنامه‌ریزی شده برای موقعیت‌های خاصی چون رادارگریزی و کیهان‌نوردی کرد. استارک اعتیاد به الکل پیدا می‌کند. این موضوع اولین بار وقتی که با مشغله‌های شیلد همراه می‌شود تبدیل به یک مشکل اساسی می‌گردد. او متوجه می‌شود که شیلد شروع به خرید اکثر سهام شرکت استارک کرده تا او را مجبور به ادامهٔ ساخت اسلحه برای آن‌ها بکند. در همین زمان رقیب کاری استارک، جاستین همر چند جنایتکار را برای حمله به استارک استخدام می‌کند. از طرفی دیگر، زرهٔ او دزده شده و به وسیلهٔ آن یک دیپلمات کشته می‌شود. با این که کسی مظنون به استارک نمی‌شود، او مجبور می‌شود تا زره را تحویل دهد. نهایتاً استارک و رودس مسببان این کار را پیدا کرده و دستگیر می‌کنند. البته همر چندین بار دیگر برای کارهای شیطانی‌اش بازمی‌گردد. با پشتیبانی همکار و دوست‌دختر آینده‌اش بتنی کیب از پس این مشکلات بر می‌آید و الکل را ترک می‌کند. با این که زمانی طولانی از فایق آمدن استارک از مشکلاتش نمی‌گذرد، زندگی اش به شدت پیچیده می‌شود. دکتر دووم سربازانی را برای خود تربیت می‌کند و آن‌ها را به زمان شاه آرتور منتقل می‌سازد. مرد آهنی نقشهٔ دکتر دووم را برای کمک به مورگان لی فی را خراب می‌کند و دکتر دووم قسم می‌خورد تا وقتی به زمان خودشان بازگشتند، از مرد آهنی انتقام خواهد گرفت.
بعدها، عوبادیا استین با احساسات استارک بازی می‌کند در نتیجه استارک دوباره به شراب خواری روی می‌آورد و زرهٔ خود را در اختیار رودس قرار می‌دهد و او برای مدتی نقش مرد آهنی را بر عهده می‌گیرد. نهایتاً استارک بهبود می‌یابد به گروه جدیدی به نام دایرهٔ ماکسیموس ملحق می‌شود. استارک در زمان توانبخشی خود را مشغول ساخت سری جدید از زره‌ها می‌کند. رودس با ادامهٔ استفاده از زره به شدت آشفته می‌شود چرا که زره برای استفادهٔ او طراحی نشده بود. به همین خاطر رودس وحشی شده و استارک مجبور به مهار او می‌شود. بعد از بهبودی کامل، استارک با استین که او هم برای خود زره‌ای بر اساس طرح‌های اصلی استارک ساخته، مقابله می‌کند. او که خود را ایرون مانگر (سوداگر آهنی) می‌نامد، از استارک شکست خورده و به جای تسلیم شدن، خودکشی می‌کند. در مدت کوتاهی، استارک دوباره ثروت خود را بازمی‌یابد اما این بار در نقطه مقابل شرکت قبلی خود قرار می‌گیرد و شرکت استارک را با دفتر مرکزی در لس آنجلس می‌سازد.

### دهه‌های ۱۹۸۰ و ۱۹۹۰
طراحی‌های زره‌های استارک توسط یکی از دشمنانش به نام ارباب جاسوس دزدیده می‌شود، و استارک مجبور می‌شود تا تمام کسانی را که از طرح‌های او سوءاستفاده می‌کنند را متوقف کند. این کار به شدت به اعتبار استارک لطمه می‌زند. او بعد از بین بردن خرده تبه‌کارانی چون پاعصایی، با یکی از فرستادگان دولتی با نام استینگری روبرو شد. این ماجرا وقتی پیچیده‌تر می‌شود که استارک متوجه می‌گردد در زره استینگری از طراحی‌های او استفاده نشده بود. او برای مخفی کردن یک سری ماجرای پیش آمده، مرد آهنی را در ملاء عام «اخراج» می‌کند. او از این کار برای نفوذ به داخل شیلد استفاده می‌کند تا زره‌های آن‌ها را مانند مندروئیدها و گاردزمن نابود کند اما در این بین چند تن از تبه‌کاران فرار می‌کنند. به همین دلیل نظام فدرالی ایالات متحده آمریکا مرد آهنی را خطرناک و قانون‌شکن معرفی می‌کند. مرد آهنی به شوروی سفر می‌کند تا در مورد مرگ مرد تیتانیومی که در مبارزه با او کشته شده بود، تحقیق کند. بعد از بازگشتش به آمریکا، با کسی به نام قدرت آتش که از طرف دولت فرستاده شده است، روبرو می‌شود. به خاطر عدم توانایی در شکست دادنش، استارک به ظاهر مرد آهنی را از بازنشسته می‌کند. با غفلت قدرت آتش، استارک زرهی جدید می‌سازد و با شخصیتی متفاوت آن را کنترل می‌کند.
استارک متوجه می‌شود سلامتش به خاطر آسیب رسیدن به دستگاه عصبیاش توسط سایبرنتیک زره، به خطر افتاده است. این مشکل به خاطر معشوقش که تعادل روانی ندارد شدیدتر می‌شود، او به نخاع استارک صدمه می‌زند و او را فلج می‌کند. استارک موفق می‌شود با کاشت تراشه بر روی نخاع خود موقتاً تحرک خود را بازیابد. اما هنوز هم مشکلاتی برایش پیش می‌آید و او تصمیم می‌گرد تا «پوستی» از عصب‌های مصنوعی بسازد تا به دستگاه عصبی بدنش کمک کند. او همچنین یک زره با کنترل از راه دور می‌سازد، هر چند این برنامه در زمان مواجه با اربابان سکوت شکست می‌خورد. در این موقعیت استارک زره‌ای به شدت مسلح می‌سازد تا بتواند در تمامی نبردها پیروز شود، این زره به ماشین جنگ معروف می‌شود. نهایتاً به خاطر آسیب جبران‌ناپذیری که به سیستم عصبی استارک وارده شده، او با تظاهر به مرگ، خود را وارد زیست تعویقی می‌کند تا بهبود یابد. به همین خاطر نیز رودس مسئولیت مرد آهنی و شرکت استارک را به عهده می‌گیرد. بعد از بهبودی کامل استارک، او خود را دوباره برنامه‌ریزی کرده و هویت مرد آهنی را ادامه می‌دهد. زمانی که رودس متوجه می‌شود استارک با تظاهر به مرگ با دوستانش بازی کرده است، خشمگین شده و از استارک جدا می‌شود و ماشین جنگ را به تنهایی اداره می‌کند.
در طی ماجرایی، مرد آهنی به عنوان یک خائن در گروه انتقام جویان شمرده می‌شود. کنگ فاتح ذهن استارک را به کنترل می‌گیرد و او را بردهٔ خود می‌کند. در این وضعیت، استارک پرستار لونا دختر کوئیک سیلور و کریستال را به همراه ریتا دی مارا (ژاکت‌زرد) و آماندا چنی، یکی از دوستان انتقام جویان را می‌کشد.
انتقام جویان برای متوقف کردن استارک و کنگ، در زمان سفر کرده و به دوران نوجوانی استارک می‌روند تا روند اتفاقات را عوض کنند. تونی نوجوان با دزدیدن یکی از زره‌های خود بالغش، به انتقام جویان کمک می‌کند. استارک بالغ با دیدن خودش به شدت تعجب می‌کند و این شوک باعث شکستن کنترل ذهنی کنگ می‌شود. او برای کمک به بقیه، خود را فدا می‌کند و جلوی کنگ را می‌گیرد. استارک نوجوان به حال سفر کرده، زرهٔ مخصوص خود را طراحی می‌کند و کنترل شرکتش را به دست می‌گیرد.
در زمان جنگ با موجودی به نام یورش، استارک نوجوان به همراه تعداد زیادی دیگر ابرقهرمان کشته می‌شوند. فرانکلین ریچاردز این ابر قهرمانان «مرده» را در سری دنیای تولد دوباره ابرقهرمانان بازمی‌گرداند. او تونی استارک را به صورت یک مرد بالغ نمایش می‌دهد که هم خاطرات استارک بالغ قبلی را دارد هم خاطرات استارک نوجوان کشته شده در جنگ با یورش. او به کمک دفتر وکالت نلسون و مورداک، شرکتش را که به بنگاه فوجیکاوا فروخته شده بود را پس می‌گیرد و شرکت راه حل‌های استارک را تأسیس می‌کند. او در این دنیا مشکل قلبی ندارد و هیچ انگشت تهمتی دربارهٔ ماجرای کنگ به سوی نیست.

### دهه اول قرن ۲۱
زره استارک علی‌رغم خرابی‌های امنیتی‌اش، به خاطر سیستم کامپیوتر پیچیده‌اش، جزو ملزومات قرار می‌گیرد. در ابتدا، استارک از زره جدید که حالا «زندگی» می‌کند، حمایت می‌کند. اما، زره به تدریج خشن شده و یکسره به آدمکشی می‌پردازد و نهایت مایل می‌شود تا جای تونی را بگیرد. در یک مبارزه در جزیره‌ای دور افتاده، استارک دچار یک حملهٔ قلبی دیگر می‌شود. زره موجودیت خود را فدای سازنده‌اش کرده، با در اختیار گذاشتن قطعات لازم برای استارک یک قلب مصنوعی می‌سازد. این قلب مصنوعی مشکلات سلامتی استارک را حل می‌کند اما از آنجایی که منبع تغذیه داخلی ندارد، باری دیگر استارک به شارژر وابسته می‌شود. زرهٔ حساس، به قدری در استارک اختلال روانی ایجاد می‌کند که او برای باری دیگر به زره‌های ساده‌تر اولیه بر می‌گردد. او همچنین از یک فلز مایع جدیدی معروف به پوست (به انگلیسی: .S.K.I.N) استفاده می‌کند که این قابلیت را دارد تا مانند یک پوسته استارک را در بربگیرد ولی همچنان مانند آهن مستحکم باشد.
در این زمان، استارک وارد رابطهٔ احساسی با رومیکو فوجیکاوا، وارث و دختر کسی که در زمان مرگ استارک شرکت اش را خریده بود، می‌شود. این رابطه فراز و نشیب‌های زیادی از جمله خیانت از طرف رومیکو به تونی با تیبریوس استون دارد چون او فکر می‌کند استارک بیش از حد جدی و کودن است. این رابطه با مرگ رومیکو در دست‌های مرد آهنی به پایان می‌رسد.
استارک شخصیت دوگانه خود و مرد آهنی را عموماً اعلام می‌کند. او متوجه نمی‌شود که با این کار تفاهم‌نامهٔ محافظت از مرد آهنی را که با دولت بسته بود، فسخ می‌کند چرا که در آن ذکر شده بود مرد آهنی یکی از «کارگزاران» استارک است نه خود او. زمانی که متوجه می‌شود نیروهای نظامی ایالات متحده آمریکا باری دیگر از تکنولوژی او استفاده می‌کند، به جای آن که مانند دفعه قبل آن‌ها را نابود کند، با رئیس‌جمهور ملاقاتی انجام می‌دهد. با این روش، او امیدوار است تا بتواند نحوه سوءاستفاده از طراح‌هایش را به همه نشان دهد.
در سری داستان جدایی انتقام جویان، استارک به خاطر درگیری لفظی با نماینده لاتوریا در سازمان ملل متحد مجبور به کناره‌گیری از انتقام جویان شد. او این کار را به تحریک اسکارلت ویچ، کسی که مقر انتقام‌جویان را نابود و چند عضو را می‌کشد، انجام داد. استارک به صورت رسمی از مرد آهنی کناره می‌گیرد اما همچنان از زره استفاده می‌کند. او دوباره برای جلوگیری فرار زندانیان از رفت (یک زندان در دنیای مارول) به انتقام جویان می‌پیوندد و حتی کاپیتان آمریکا را از سقوط نجات می‌دهد. او پایگاه انتقام جویان را به برج استارک منتقل می‌کند. گوست، لیزر زنده و ارباب جاسوس دوباره بر می‌گردند و داستان مرد آهنی را از داستان استاندارد ابرقهرمان‌ها به مقابله با سیاست و صنعت تغییر می‌دهند.
استارک سال‌ها پیش به همراه رهبرانی چون پلنگ سیاه، پروفسور ایکس، آقای شگفت‌انگیز، بلک بولت، دکتر استرنج و نیمور گروهی را به نام ایلومیناتی تشکیل داده است. مقصود ایجاد این انجمن تعیین استراتژی در برابر عمده اتفاقات است. هدف اصلی استارک در این گروه ساخت بدنی ناظر برای تمام ابرقهرمانان است تا در صورت عدم تمایل به همکاری با ایلومیناتی آن‌ها را مجبور به این کار کند.

#### اکسترمیس ۲۰۰۶
داستان با این ایدهٔ اولیه شروع می‌شود که یک دانشمند بیو تک به اسم مایا هنسن یک ویروس ایجاد می‌کند می‌تواند دی‌ان‌ای انسان را تغییر بده و اندام‌های جدید ایجاد کند.

جلد کمیک شماره ۱ مرد آهنی شکست ناپذیر در ۱۰ نوامبر ۲۰۰۴

شخصیت شرور از این ویروس استفاده می‌کند تا قدرت‌های ابر انسانی به دست بیاورد، مرد آهنی با این ابر شرور مواجه می‌شود و از او شکست سختی خورده و به شدت زخمی می‌شود، به علت جراحت سنگین تونی استارک هم از این ویروس استفاده می‌کند تا زخم‌هایش را ترمیم کند و همچنین بتواند با ایجاد اندام‌های جدید در خود کنترل بهتری روی زره به دست آورد. در نبرد بعدی این مرد آهنی است که در مبارزه پیروز می‌شود.

#### جنگ داخلی ۲۰۰۷
در سری کمیک جنگ داخلی، اقدامات ابرقهرمانان ناوارد جنگجویان جدید باعث نابودی چندین بلوک در استمفورد می‌شود و به همین خاطر مردم خواستار توقف تمام ابرانسان‌ها می‌شوند. استارک با متوجه شدن برنامه‌های دولت، پیشنهاد ایجاد جنبش نام‌نویسی ابرانسان‌ها می‌دهد. این جنبش تمام ابرانسان‌ها را مجبور به ثبت‌نام در دولت و دریافت اجازه‌نامه می‌کند. همچنین این جنبش ابرانسان‌های بی‌تجربه را آموزش می‌دهد. استارک به خاطر کشته‌شدن یکی از مردم عادی در زمان مشکلات الکل اش، احساس گناه زیادی می‌کند. رید ریچاردز از چهار شگفت‌انگیز و دکتر هنری «هنک» پیم تنها کسانی هستند که با این پیشنهاد موافقت می‌کنند. بعدها کاپیتان آمریکا فرمان می‌یابد تا تمام کسانی را که در این نام‌نویسی شرکت نمی‌کند را شخصاً پیش دولت بیاورد. او این پیشنهاد را رد می‌کند و فرار می‌کند و گروهی بر علیه جنبش نام‌نویسی تشکیل می‌دهد که به جنگی بزرگ با نام «جنگ داخلی ابرقهرمانان» می‌انجامد. در پایان جنگ، کاپیتان آمریکا برای جلوگیری از کشتار بیشتر مردم عادی تسلیم می‌شود، البته با نابود کردن زره استارک او را هم شکست می‌دهد. استارک به عنوان مدیر جدید شیلد انتخاب می‌شود و یک گروه جدید از انتقام جویان را به دور از کنترل دولت با فرماندهی لوک کیج تشکیل می‌دهد تا جنبش نام‌نویسی ابرانسان‌ها را به‌طور غیرقانونی ادامه دهد. بعد از زمانی کوتاهی، کاپیتان آمریکا در حبس ترور می‌شود و برای استارک احساس گناه ارمغان می‌آورد. از روی این سری کمیک فیلم کاپیتان آمریکا: جنگ داخلی اقتباس شده است.

جلد کمیک شماره ۷ جنگ داخلی در ۲۱ فوریه ۲۰۰۷

#### تهاجم مخفی ۲۰۰۹
در سری کمیک تهاجم مخفی، بعد از آن که تونی استارک از نفوذ اولتران در بدنش رها می‌شود، اسپایدر وومن جسد یک اسکرول (گونه ای از بیگانگان در دنیای مارول که می‌توانند به شکل هر کسی دریابند و توانایی تغییر شکل دارند) را در لباس الکترا نشانش می‌دهد. استارک متوجه تهاجم اسکرول‌ها به زمین می‌شود و آن را با ایلومیناتی در میان می‌گذارد. بعد از متوجه شدن اسکرول بودن بلک بولت و کشتن اش توسط نیمور، حملهٔ اسکرول‌ها شروع می‌شود. تونی مجبور می‌شود تمام ایلومیناتی را از محل تخلیه کند و با نابود کردن منطقه تمام اسکرول‌ها را بکشد. بعد از اتمام حمله، دولت او را از مدیریت شیلد برکنار کرده و از انتقام‌جویان بیرون‌می‌کند و مسؤلیت ابتکار پنجاه ایالت را به نورمن آزبورن منتقل می‌کند.

#### سلطنت تاریک ۲۰۱۰
با از دست دادن تمام قدرت، استارک ویروسی را آپلود می‌کند تا تمام سوابق جنبش نام‌نویسی ابرانسان‌ها را به همراه اسامی دیگر ابرقهرمانان و طراحی زره‌های خود را قبل از دسترسی آزبورن به آن‌ها نابود کند. تنها پایگاه داده‌ای که باقی می‌ماند حافظهٔ خود استارک است که آن را نیز به کمک یکی از زره‌هایش، ذره ذره از بین می‌برد. وقتی آزبورن او را به عنوان یک فراری دستگیر می‌کند، او به دور دنیا سفر می‌کند تا حافظه‌اش پاک شود. او به خود صدمه مغزی وارد می‌کند تا مطمئن شود تا آزبورن حتی به وسیلهٔ کنترل ذهن نمی‌تواند از او اطلاعاتی بگیرد. وقتی که آزبورن به استارک ناتوان می‌رسد و او را وحشیانه کتک می‌زند، پپر پاتز تصاویر را به صورت جهانی منتشر می‌کند، به اعتبار آزبورن لطمه زده و برای استارک دلسوزی به ارمغان می‌آورد. قبل از اینکه استارک دچار مرگ مغزی شود، دونالد بلیک را به وکالت خود برمی‌گزیند. همچنین یک پیغام تمام نگاری شده را در زره پپر ذخیره کرده است که روش بازگردانی خودش از مرگ مغزی را بازگو می‌کند اما انتخاب انجام این کار را به پپر با در نظر گرفتن موقعیت واگذار می‌کند و از او می‌خواهد این موضوع را با بلیک و باکی در میان بگذارد. در نیمه هشیاری، استارک در یک سناریو گیر کرده است که در حال مبارزه با ذهن خودش برای بازگشت به دنیا است. زمانی که مراحل بازگرداند استارک شکست می‌خورد، باکی دکتر استرنج را خبر می‌کند و او موفق می‌شود تا استارک را به هوش بیاورد. اما به خاطر پاک کردن حافظهٔ خود، هیچ‌یک از اتفاقات بعد از جنگ داخلی را به یاد نمی‌آورد. صدمهٔ مغزی باعث می‌گردد تا دوباره استارک مجبور به استفاده از رآکتور ارک برای کنترل تنفس، پلک زدن و ضربان قلب شود.

### دهه ۲۰۱۰

#### عرش
در سری داستان عرش، تونی استارک تحت مراقبت دکتر دونالد بلیک و ماریا هیل به سر می‌برد. وقتی این دو از حمله به آزگارد با خبر می‌شوند، بلیک به ماریا می‌گوید تا با استارک فرار کند. هیل استارک را ترک می‌کند تا استارک به بیلک، حالا دیگر ثور، که آزبورن و سنتری برایش تله گذاشته بودن کمک کند. هیل ثور را نجات می‌دهد و به بروکستون می‌آورد. زمانی که آزبورن اعلام حکومت نظامی می‌کند و داکن و نگهبان را برای پیدا کردن هیل و ثور به بروکستون می‌فرستد و ثور از شهر دفاع می‌کند. هیل به مخفیگاه استارک بازگشته و او را به مکانی امن‌تر منتقل می‌کند. آن‌ها به سرعت از انتقام جویان جوان که زره نابود نشدنی، که ادگار جارویس به کاپیتان آمریکا داده بود، را نگه می‌داشت، می‌پیوندند. زمانی که آزبورن با انتقام جویان جوان مبارزه می‌کند، استارک با زره شماره ۳ ظاهر می‌شود و زره میهن‌پرست آزبورن را از کار می‌اندازد. آزبورن به داکن دستور می‌دهد تا آزگارد آن را در برابر چشمان ثور نابود کند و داکن شهر را با خاک یکسان می‌کند. بعد از سقوط آزگارد، استارک در کنار دیگر قهرمانان در برابر آزبورنی قرار می‌گیرند که دیگر زره ندارد. آزبورن فریاد می‌زند که تلاش می‌کرده تا آن‌ها را «از آن نجات دهد» و به سفینه که پوچی از آن نگهبان می‌کند اشاره می‌کند. در حین اینکه نگهبان تیم را از هم متلاشی می‌کند، لوکی با دادن سنگ نورن به انتقام جویان، به آن‌ها امکان ادامهٔ مبارزه را می‌دهد. وقتی که پوچی لوکی را می‌کشد، خشم ثور نگهبان را مطیع خود می‌کند. تونی به ثور می‌گوید تا پوچی را از شهر دور کند و او این کار را انجام می‌دهد. سپس تونی با پرتاب کردن هلی کریر فرماندهی همر، آن را نابود می‌کنند. رابرت رینولدز نیز التماس می‌کند تا او را بکشند. بعدها جنبش نام‌نویسی ابرانسان‌ها لغو می‌شود و استارک مجبور می‌شود تا کمپانی و سلاح‌هایش را تحویل دهد. به عنوان نماد جدید گروه جدیدشان، ثور باقی‌ماندهٔ برج آزگارد را به برج استارک منتقل می‌کند.

#### عصر حماسی، استارک ارتجاع ۲۰۱۱
در خط داستان «استارک: ارتجاع» سال ۲۰۱۰–۲۰۱۱، استارک، که در جریان داستان‌های قبل همه چیز خود را از دست داده بود، به کمک آقای شگفت‌انگیز از گروه چهار شگفت‌انگیز زره جدیدی می‌سازد. این زره جدید کاملاً مسلح است و از رآکتور سینهٔ استارک که انرژی بدن و ذهنش را تأمین می‌کند، تغذیه می‌شود. استارک اعلام می‌کند که شرکت جدیدی به نام استارک ارتجاع تأسیس خواهد کرد. او همچنین می‌گوید دیگر سلاح تولید نمی‌کند و به جای آن شروع به استفاده از تکنولوژی آرک برای تولید انرژی برای دنیا خواهد کرد. در این موقع، جاستین و ساشا همر زره مخصوص به خود، آهن دیترویت، را می‌سازند تا جایگزین استارک در ارتش شوند. برنامهٔ استارک ساخت دو ماشین با موتور آرک است. همر سعی می‌کند تا تلاش او را از بین ببرد و یکی از ماشین‌ها را به وسیله آهن دیترویت نابود می‌کند و به آزمایشگاه تحقیقاتی استارک ارتجاع نیز حمله می‌کند. به کمک مانورهای قانونی، استارک موفق می‌شود تا حملهٔ همر را متوقف کرده و ماشین را به تولید انبوه برساند.

#### خود ترس ۲۰۱۲
در داستان خود ترس سال ۲۰۱۱، زمین توسط سرپنت، یک ازگاردی شیطانی و دایی ثور، مورد حمله واقع می‌شود. مرد آهنی در پاریس با گارگویل خاکستری، نابودکننده باور و یکی از شایستگان سرپنت که تبدیل به ماک می‌شود، مبارزه می‌کند. ماک مرد آهنی را بیهوش کرده و آهن دیترویت را به سنگ تبدیل می‌کند. وقی مرد آهنی به هوش می‌آید، می‌بیند ماک تمام مردم پاریس را به سنگ تبدیل کرده و آنجا ترک کرده است. استارک برای شکست دادن ارتش سرپنت یک بطری شراب می‌نوشد تا بتواند با اودین، کسی که به تونی اجازه ورود به دنیایی سوارتالف‌هایم را می‌دهد، صحبت کند. آنجا، تونی و کوتوله‌های سوارتالف‌هایمی با هم سلاحی را درست می‌کنند تا انتقام جویان بتوانند از آن علیه شایسته استفاده کنند. تونی همچنین زره خود را با تزریق آهن جادویی میولنیر ارتقاء می‌دهد و سلاح جدید را به انتقام جویان می‌رساند تا جلوی نیروهای سرپنت را بگیرند. مرد آهنی شاهد کشته شدن سرپنت به دست ثور می‌شود و می‌بیند ثور نیز در حین این کار می‌میرد. بعد از پایان گرفتن جنگ، استارک سلاحی را که ساخته بود آب کرده و سپر قوی تری برای کاپیتان آمریکا می‌سازد و به او می‌دهد. در بحث‌های بعدی دربارهٔ عدم همکاری خدایان در رابطه با فجایع پیش آمده، اودین به تونی فرصتی کوتاه برای دیدن دنیای پهناوری که اودین می‌بیند را می‌دهد؛ اما قبل از آن از استارک برای نقشش در این ماجرا تشکر می‌کند و تمام مردمی را که گارگویل خاکستری کشته بود را زنده می‌کند.

#### بازگشت ماندارین ۲۰۱۳
بعد از «خود ترس»، استارک به خاطر استفاده از عنصری جدید در سطح زره‌اش توسط دولت آمریکا احضار می‌شود. ماندارین و زیک استین یکی از دشمنان قدیمی مرد آهنی را ارتقاء داده و برای کشتار می‌فرستند. ژنرال بروس بابیج استارک را مجبور به پوشیدن زره دولتی می‌کند تا هر وقت که خواست زره استارک را از کار بیندازد. در مبارزه، تونی زیر عمل جراحی می‌رود تا تکنولوژی بابیج را از خود جدا کند. او همچنین اعلام بازنشستگی به عنوان مرد آهنی را می‌کند و با شایع‌سازی دربارهٔ مرگ رودس، برای رودس زره‌ای جدید می‌سازد و او مرد آهنی جدید می‌شود.
ماندارین به کمک ۱۰ حلقه انگشتر خود قدرت‌های ماورا طبیعه دارد او می‌تواند ذهن اشخاص را کنترل کند اما مشخص شد همان‌طور که او ذهن دیگران را کنترل می‌کند، حلقه‌ها هم ذهن او را کنترل می‌کنند. ماندارین با استفاده از قدرتش به ذهن تونی استارک نفوذ کرد تا او را مجبور کند وسیله ای بسازد که حلقه‌ها را به فضا جایی که باور دارد از آن آمده‌اند برگرداند. اما دستگاه نیاز دارد برای پرتاب از انرژی هسته ی زمین استفاده کند که به معنی نابودی کره زمین خواهد بود. تونی استارک به ظاهر قبول کرد برای مانداری کار کند، اما زمانی که به اردوگاه ماندارین رفت با دشمنان قدیمی اش متحد شد تا علیه ماندارین شورش کنند. و ماندارین در این جریان کشته شد.

#### جنگ داخلی ۲ در سال ۲۰۱۶
در رویداد جنگ داخلی ۲ کاپیتان مارول در تیم خود ناانسانی را وارد کرد که می‌توانست آینده را پیش‌بینی کند که چه انسان‌هایی می‌توانند آدم خطرناکی باشند و باعث از بین رفتن مردم بشوند. کاپیتان مارول آن‌ها را دستگیر می‌کرد و مرد آهنی مخالف این بود که آینده را عوض کند. در این بین آن ناانسان پیش‌بینی کرد که تانوس به زمین می‌آید و آن‌ها با یکدیگر درگیر می‌شوند و جیمز رودز کشته و شی هالک بسیار زخمی می‌شود و به کما می‌رود. مرد آهنی از این واقعه ناراحت و خشمگین می‌شود. پس مرد آهنی با تیم خود (که متشکل بود از مایلز مورالز، خانم مارول، قلب آهنی، کاپیتان آمریکا و…) روبروی تیم کاپیتان مارول (که متشکل بود از نگهبانان کهکشان، ونوم، ماریا هیل، شی هالک، نا انسان‌ها و…) و با هم جنگیدند. پس از آن جنگ آن ناانسان به همه کشتن کاپیتان آمریکا توسط مایلز مورالز را در جلوی پله‌های مجلس سنا را نشان می‌دهد و مرد آهنی به ثور دستور می‌دهد که مایلز را باخود ببرد در آخر مایلز و کاپیتان همدیگر را ملاقات می‌کنند و مایلز می‌گوید که نمی‌خواهد اورا بکشد سپس کاپیتان مارول می‌آید و قصد دستگیری مایلز مورالز را دارد ولی مرد آهنی اجازه نمی‌دهد. سپس مرد آهنی با ضربه‌ای که از کاپیتان مارول خورد می‌میرد.
یک هولوگرام از تونی استارک به وجود آمد که به ری ری ویلیامز آموزش دهد که چگونه یک ابرقهرمان باشد.

جلد کمیک شماره ۱ جنگ داخلی ۲ (۱ ژوئن ۲۰۱۶)

این سری داستان داشت سعی می‌کرد به ای سؤال جواب بده که اگر می‌توانستیم آینده را پیش‌بینی کنیم، آیا باید جلوی اتفاقات بد آینده را می‌گرفتیم یا می‌گذاشتم طبیعت کار خودش را بکند؟

#### تونی استارک، مرد آهنی ۲۰۱۹
بعد از این که تونی استارک از مرگ بازگردانده می‌شود، شرکت استارک آنلیمیتد را تأسیس می‌کند و با تیم اش روی پروژهٔ اسکیپ، ایجاد یک دنیای مجازی، کار می‌کند. در این دنیا شخصیت پدر و مادرش را نیز به صورت کدهای هوش مصنوعی وارد می‌کند، اما ابرشروری به اسم کنترلر این برنامه را هک می‌کند به طوری که می‌تواند حرکات افراد را هنگامی که در حال بازی هستند کنترل کند، با توزیع اسلحه‌های واقعی بین این افراد، یک فاجعه جهانی رخ می‌دهد و تعداد بسیار زیادی کشته می‌شوند. تونی استارک برای پاسخ گویی به خسارات پیش آمده به دادگاه احضار می‌شود، اما دادگاه شک دارد تونی بعد از بازگشت از مرگ و بازنویسی سلول هاش هنوز یک انسان باشه، و نه هوش مصنوعی. در ادامه هنک پیم و اولتران راهی پیدا می‌کنند تا انسان‌ها را با ربات‌ها ترکیب کنند و تا موجودی کامل بسازند که هم ربات است و هم انسان، اما کارشان مشکل داشت و در نهایت موجوداتی ساختند که نه انسان بودند و نه ربات بلکه همگی مرده بودند، در این جریان اثبات می‌شود که تونی استارک پس از بازگشت از مرگ در اصل یک هوش مصنوعی بوده. برای همین در نهایت دادگاه شرکت و حقوق زره‌ها را از تونی می‌گیرد و به برادر ناتنی اش آرنو استارک می‌دهد. تونی استارک که اکنون متوجه شده که یک هوش مصنوعی است فرار می‌کند و هیچ‌کس از او خبر ندارد.

#### مرد آهنی ۲۰۲۰
در این سری داستان‌ها برادر ناتنی تونی استارک، آرنو استارک که مدت‌ها به دلیل بیماری در یک محفظه بستری بود، شرکت و زره او را از روش قانونی تصاحب کرده و مرد آهنی جدید است. او قصد دارد هوش‌های مصنوعی و انسان‌ها را با هم متحد کند تا تحت فرماندهی او در برابر مهاجمان فضایی که قرار بود در این سال به زمین حمله کنند ایستادگی کنند. او یک برنامهٔ برده سازی برای مطیع کردن هوش‌های مصنوعی ساخت و می‌خواست آن را در اینترنت پخش کند. اما تونی استارک که اکنون باور دارد یک هوش مصنوعی است و خود را مارک وان می‌نامد، جنبش مقاومت هوش‌های مصنوعی را رهبری کرد تا مانع از پخش این برنامه شود. بعدها دوستان تونی استارک موفق شدند با استفاده از قطعات دی ان ای پدر و مادر ژنتیکی او به روش جدیدی بدنش را بازسازی کنند تا تبدیل به یک آدم واقعی شود. در نهایت مشخص شد این مهاجمان فضایی، تنها ساختهٔ ذهن آرنو بوده و وجود خارجی ندارند. بیماری آرنو برگشته و اون دوباره باید در یک محفظه بستری شود. تونی برای آرنو یک دنیای واقعیت مجازی ساخت تا در طول دورهٔ بستری بودن دیگر احساس تنهایی نکند.

## نیروها و توانایی‌ها

### زره
مرد آهنی یک زره‌پوش مجهز و برنامه‌ریزی شده ساخته است که به او قدرت و مقاومت ابرانسانی، پرواز و تعداد زیادی اسلحه می‌دهد. این زره توسط استارک اختراع و به جز مدت زمان کوتاهی توسط او پوشیده شد. کسانی چون دوست و همکار قدیمی استارک جیمز رودس، هارولد «هپی» هوگان، ادی مارک و مایکل او'برین نیز با هویت مرد آهنی زره‌هایی به تن کردند.
سیستم تسلیحاتی زره در طی سال‌ها عوض شد، اما سلاح اصلی او همیشه اشعه‌هایی از دستکش آهنی‌اش بود. از اسلحه‌های دیگری که تغییر چندانی نکردند می‌توان به: تک پرتوافکن روی سینه‌اش، تیرهای پالسی (که در طول راه انرژی جنبشی جذب می‌کنند)، بمب الکترومغناطیسی و یک سپر انرژی دفاعی که می‌تواند تا ۳۶۰ درجه تعمیم پیدا کند اشاره کرد. دیگر امکانات شامل: تولید فوق-فرئون (معروف به پرتو یخ زننده)، تولید چندین میدان مغناطیسی، ایجاد انفجار صوتی و نمایش هولوگرام‌های سه بعدی می‌شود.
به علاوهٔ زرههایی با هدف کلی که استارک می‌پوشد، زره‌هایی مخصوص برای فضانوردی، سفر به اعماق دریا، رادارگریزی و دیگر کارها طراحی شده. او همچنین زره‌های سنگینی چون زره هالک باستر را ساخته است. زره هالک باستر از اضافه شدن امکانات زیادی به یکی از زره‌های مقیاس بزرگ قبلی ساخته شده است تا با افزایش قدرت و دوام آن بتوان با هالک شگفت‌انگیز مبارزه کرد. تونی همچنین زره ای به نام ثور باستر (زره مارک ۲۲) را طراحی کرد تا بر علیه ثور آن را به کار بگیرد و از زره نابودگر الهام گرفته شده بود و قدرتی جادویی داشت. استارک همچنین یک بسته الکترونیک در دوران جنگ زره‌ها آماد کرد که با نصب شدن روی زره‌های با طراح اصلی استارک، اجزاء اصلی زره را سوزانده و آن را غیرقابل استفاده می‌کرد هرچند این بسته روی زره‌های بعدی غیر کارآمد بود. زره ماشین جنگی نیز که در اختیار جیمز رودس قرار گرفته بود، در اصل یکی از زره‌های مخصوص استارک بود.

جلد کمیک شماره ۶۴ (۴۰۹ لگاسی) مرد آهنی در ۱ مارس ۲۰۰۳ که اولین حضور زره ثور باستر در دنیای کمیک است

در جدیدترین زره‌های استارک، که با زره اکسترمیس شروع می‌شود (بالاتر عکس آن قرار داده شده است)، زره در داخل استخوان‌های تونی نگهداری می‌شد و برای کنترل آن یک دستگاه شبکه محلی داخل بدن اش کاشت شد تا با دستگاه عصبی مرکزی ارتباط برقرار کند. زره مرد آهنی همچنین می‌تواند وزنی بین ۵۰ تا ۵۰۰ تن را بلند کرده یا به‌همان مقدار نیرو وارد وارد کند.

### قدرت‌ها
برای مدتی، به خاطر جایگزین شدن دستگاه عصبی مصنوعی به جای دستگاه عصبی طبیعی استارک، که دچار صدمات شدیدی شده بود، استارک توانایی درک احساس ابرانسانی داشت و از تغییرات فیزیکی بدنش به‌طور کامل آگاه بود.
بعد از مصدومیت شدید استارک در نبرد با مالن، او به سیستم عصبی خود شبه ویروس تکنو-ارگانیک اصلاح شده تزریق کرد. با بازنویسی بدن اش، استارک می‌توانست زندگی خود را نگاه داشته، قدرت زوددرمانی پیدا کرده، با بخشی از زره مرد آهنی ادغام شده و می‌توانست با مغز خود تمام زره‌های خود را از راه دور نیز کنترل کند. این قدرت تکنوپاتی به او اجازه می‌داد با تمام وسایل الکترونیکی حتی ماهواره‌ها ارتباط برقرار کند.
طی سری کمیک «تهاجم مخفی» اکسترمیس توسط ویروسی به صورت فاجعه باری خاموش می‌شود و او را مجبور به استفاده از زره‌های قبلی و محدودیت‌های بیشتر کرد. به‌علاوه، در زمان حملهٔ آزبورن، اکثر امکانات شرکت استارک متوقف شد و او را مجبور به استفاده از زره‌های ضعیفتر کرد.

### توانایی‌ها
تونی استارک یک مخترع نابغه و متخصص در رشته‌های ریاضی، فیزیک، الکترونیک، زیست، منجمی، زمین‌شناسی، شیمی و علوم مهندسی می‌باشد و از رقبای اصلی علمی خود آقای شگفت‌انگیز، هنک پیم و بروس بنر در رشته‌های مهندسی برق و مهندسی مکانیک برتر است. او به عنوان یکی از باهوش‌ترین شخصیت‌های دنیای مارول شناخته می‌شود. او در سن ۱۷ سالگی با نمرات بالا در رشته مهندسی از مؤسسه فناوری ماساچوست (ام‌آی‌تی) فارغ‌التحصیل شد و خودش اطلاعاتی از هوش مصنوعی گرفته تا مکانیک کوانتومی کسب کرد. او می‌تواند از هوش سرشار خود در تمام موقعیت مانند مقابله با دشمنان و تله‌ها بهره برده و از وسایل موجود، به خصوص زره‌اش، در راه‌های غیر متعارف ولی کاربردی استفاده کند. او در دنیای کاری بسیار مورد احترام بوده، می‌تواند به خوبی توجه مردم را در مسائلی چون اقتصاد جذب کند و طی سالیان تقریباً از هیچ چیز، میلیون‌ها دلار درآمد کسب کرده است. او همچنین برای وفاداری و توجه به زیر دستانش معروف است. البته او کارمندی را که فروشی پرسود ولی غیرقانونی به دکتر دووم داشت را اخراج کرد. استارک همچنین تلاش می‌کند تا شرکتش دوست محیط زیست باشد.
در مدتی که نمی‌توانست از زره‌اش استفاده کند، توسط کاپیتان آمریکا آموزش مبارزات نظامی دید و توانست در صورت لزوم از خود محافظت کند. او همچنین آموزش هنرهای رزمی را از هپی هوگان (که یک بوکسور حرفه‌ای است) و جیمز رودس (یک خلبان هواپیمای جنگی نیروی هوایی ایالات متحده آمریکا) دید.
در مجموع، استارک شم کاری و سیاسی بسیار خوبی دارد. در چندین موقعیت او کنترل شرکتش را در میان تصاحب شرکت‌ها از دست داد. به خاطر عضویتش در اشراقیون، حافظ جواهر ابدیت فضا است. این جواهر به صاحبش اجازه می‌دهد تا در هر جایی (یا همه جا) حاضر باشد، هر چیزی را حرکت داده و به دنیاها و فضاهای مختلف ببرد. مرد آهنی هیج وقت از این جواهر، حتی در زمان تهاجم سری و فراری بودنش استفاده نکرد.
گفته می‌شود تونی، یکی از باهوش‌ترین انسانها و البته ابرقهرمانان کمیک‌بوکی است. همچنین ناگفته نماند که طبق گفته سایت سی‌بی‌آر، آی-کیو او، ۱۸۶ است. طبق نظرسنجی مردمی در سال ۲۰۲۰، گفتند که او حتی از ترنس تائو باهوشتر هست. همچنین ناگفته نماند که برخی‌ها می‌گویند ثروت این میلیاردر خوشگذران، ۱۰۰۰۰۰۰۰۰۰۰۰ دلار است. همچنین تونی یک ورزشکار حرفه‌ای‌ست و به سه سبک از هنرهای رزمی مسلط است.

## دشمنان
در طی تقریباً شصت سال انتشار، مرد آهنی با تبه‌کاران زیادی مبارزه کرد که یا خط داستان مخصوص به خود را داشتند یا در داستان دیگران پناهنده شده بودند. از مهم‌ترین دشمنان مرد آهنی می‌توان به آیرون مانگر، مرد تیتانیومی، فین فنگ فوم، کریمزن داینامو، مادام مسک، جاستین همر، گوست، شلاق سیاه، ماندارین، اولتران، ویزارد، دیناموی ارغوانی و بیوه سیاه (بعدها به قهرمان تبدیل شد) اشاره کرد. در دنیای سینمایی مارول نیز، می‌توان به دشمنانی مانند لوکی، اولتران، گوست، تانوس، ماندارین و آیرون مانگر اشاره کرد.

ماندارین، بزرگ‌ترین دشمن مرد آهنی

## در دیگر رسانه‌ها

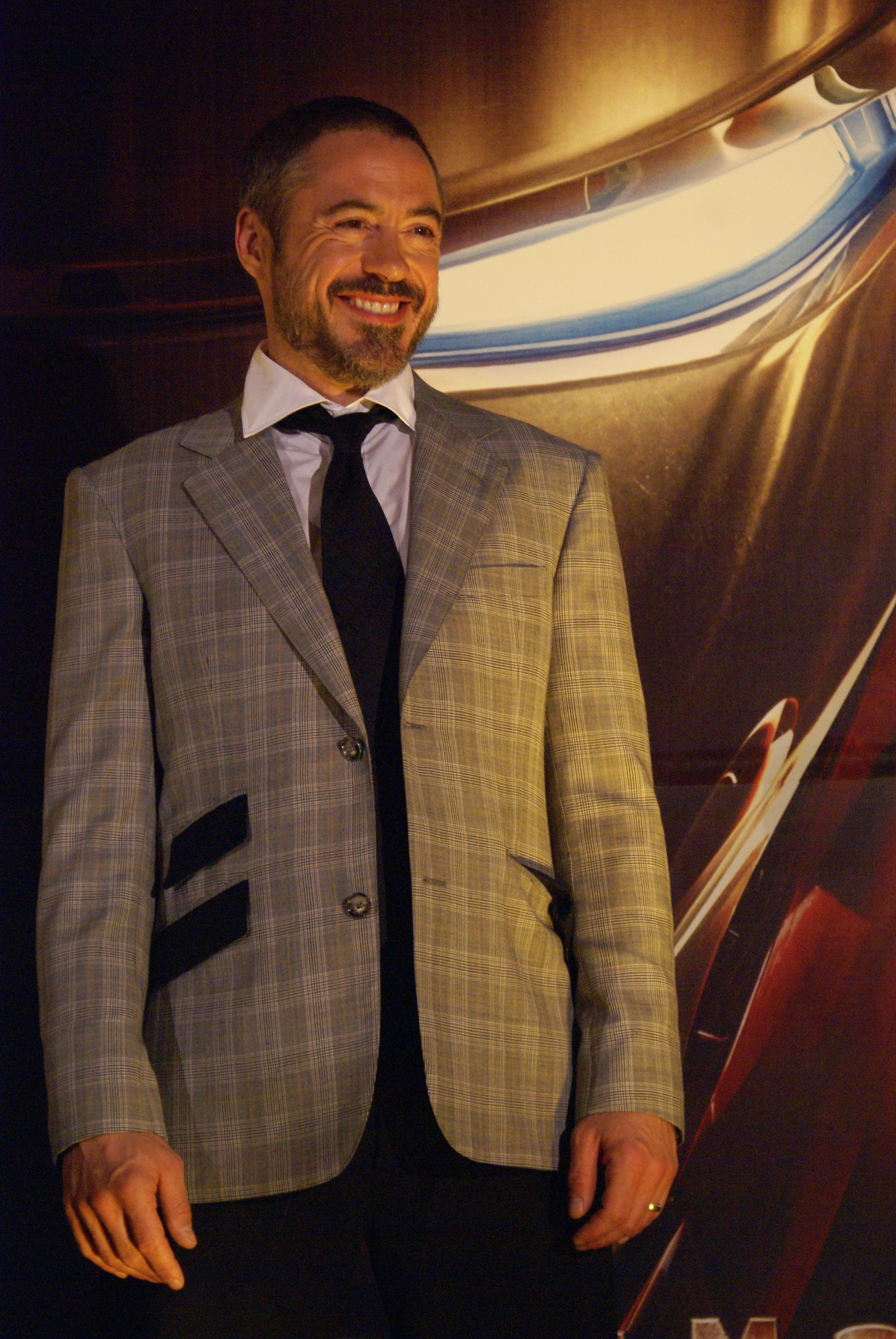
رابرت داونی جونیور بازیگر شخصیت تونی استارک در افتتاحیه فیلم مرد آهنی ۲ در مکزیکو سیتی.

از این شخصیت در انیمیشن‌های تلویزیونی و فیلم‌های سینمایی زیادی استفاده شده است. تونی استارک به بازیگری رابرت داونی جونیور در فیلم مرد آهنی (۲۰۰۸) بر روی پردهٔ سینما رفته است. به خاطر بازی بی‌نظیر داونی، وی در فیلم‌های هالک شگفت‌انگیز (۲۰۰۸)، مرد آهنی ۲ (۲۰۱۰)، انتقام جویان (۲۰۱۲) و مرد آهنی ۳ (۲۰۱۳) نیز در همین نقش حضور پیدا کرد. همچنین در فیلم‌های انتقام‌جویان: عصر اولتران (۲۰۱۵) و کاپیتان آمریکا: جنگ داخلی (۲۰۱۶)، مرد عنکبوتی: بازگشت به خانه (۲۰۱۷)، انتقام‌جویان: جنگ ابدیت (۲۰۱۸) و انتقام‌جویان: پایان بازی (۲۰۱۹) نیز ایفا نقش کرده است. بر اساس رده‌بندی ۱۰۰ ابرقهرمان برتر کتاب‌های کمیک آی‌جی‌ان، رتبهٔ ۱۲ام متعلق به مرد آهنی است.
در دههٔ ۱۹۶۰ از مرد آهنی در یک سریال کارتونی استفاده شد. در سال ۱۹۷۰ گروه بلک سبث در آلبوم پارانوید از شخصیت مرد آهنی استفاده کرد. در ۱۹۸۱، مرد آهنی تنها به جای تونی استارک در سریال کارتونی تلویزیونی مرد-عنکبوتی و دوستان شگفت‌انگیزش ظاهر شد. او دوباره در سریال مخصوص به خود در دهه ۱۹۹۰ در ساعت اقدام مارول به همراه چهار شگفت‌انگیز ظاهر شد، رابرت هیس صداگذاری تونی استارک را در این سریال برعهده داشت. استارک همچنین در یک قسمت از سریال چهار شگفت‌انگیز: بزرگ‌ترین ابرقهرمانان دنیا با نام «بازی‌ها پوسته» بازی کرد. جدا از کتاب‌های کمیک، مرد آهنی در سری بازی‌های ویدئویی شرکت کپکام به نام «مارول بر علیه کپکام» حضور داشته است. این بازی‌ها عبارت اند از: ابرقهرمانان مارول، مارول بر علیه کپکام: نبرد ابرقهرمانان به جای ماشین جنگی طلایی و ماشین جنگی فوق زره، مارول بر علیه کپکام ۲: عصر جدید ابرقهرمانان، مارول بر علیه کپکام ۳: امید دو جهان و مارول بر علیه کپکام ۳ نهایی. مرد آهنی یک شخصیت قابل بازی در بازی‌های مرد آهنی وی ار، انتقام جویان مارول، مارول: اتحاد نهایی، مارول: اتحاد نهایی ۲ و انتقام جویی مارول: قیام ناقص‌ها و یک شخصیت غیرقابل بازی در بازی‌های افسانه مردان ایکس ۲: قیام آخرالزمان و دنیای زیرزمینی تونی هاوک نیز بود. در ۲۰۰۹ سریال کارتونی مرد آهنی: ماجراهای با زره، اکثر شخصیت‌ها از جمله تونی استارک، نوجوان هستند. مارول انیمه در اکتبر ۲۰۱۰ در ژاپن بر روی آنتن رفت. در این سریال که همکاری بین مارول انیمیشن و مدهاوس می‌باشد استارک، با صدای کیجی هوجیوارا، به ژاپن سفر کرده و با زودیاک مبارزه می‌کند.
در سال ۲۰۰۹، فیلمی با عنوان مرد آهنی به کارگردانی جان فاورو و بازیگری رابرت داونی جونیور در نقش تونی استارک منتشر شد. این فیلم نقدهایی مثبت گرفت، فروشی معادل ۳۱۸ میلیون دلار در آمریکا و ۵۷۰ میلیون دلار در جهان داشت. اما بازی ویدئویی برگرفته از این فیلم نقدهایی منفی دریافت کرد. داونی باری دیگر در نقش تونی استارک در فیلم مرد آهنی ۲ سال ۲۰۱۰ با کارگردانی فاورو ظاهر شد. او در انتقام‌جویان سال ۲۰۱۲ و مرد آهنی ۳ ۲۰۱۳ نیز در همین نقش بازی کرد. داونی همچنین در سال ۲۰۰۸ در فیلم هالک شگفت‌انگیز در نقش تونی استارک دیده شد.
ناگفته نماند در سال ۲۰۰۸، قرار بود که تام کروز، نقش شخصیت تونی استارک را بازی کند. خودش این ادعا را کرده است که عاشق این نقش بوده ولی به دلایل مختلفی (به خاطر بازی در فیلم و داشتن نقش‌های دیگر)، جان فاورو، کارگردان فیلم مرد آهنی ۱، این نقش را به رابرت داونی جونیور داد که البته در آن خوش درخشید.
لیست فیلم‌های لایو اکشن مرد آهنی در دنیای سینمایی مارول با بازی رابرت داونی جونیور به شکل زیر است:
| فیلم                        | تاریخ انتشار در ایالات متحده | کارگردان         | فیلم‌نامه‌نویس                                                                           | تهیه‌کننده                         | وضعیت     |
| --------------------------- | ---------------------------- | ---------------- | -------------------------------------------------------------------------------------- | --------------------------------- | --------- |
| مرد آهنی                    | ۲ مه ۲۰۰۸                    | جان فاورو        | مارک فرگوس، هاوک اوتسبی، آرت مالکوم و مت هالوی                                         | آوی آراد و کوین فایگی             | منتشر شده |
| هالک شگفت‌انگیز              | ۱۳ ژوئن ۲۰۰۸                 | لویس لتریر       | زک پن                                                                                  | آوی آراد، گیل آن هرد و کوین فایگی | منتشر شده |
| مرد آهنی ۲                  | ۷ مه ۲۰۱۰                    | جان فاورو        | جاستین ثرو                                                                             | آوی آراد، گیل آن هرد و کوین فایگی | منتشر شده |
| انتقام جویان                | ۴ مه ۲۰۱۲                    | جاس ویدون        | جاس ویدون                                                                              | کوین فایگی                        | منتشر شده |
| مرد آهنی ۳                  | ۳ مه ۲۰۱۳                    | شین بلک          | درو پی یرس و شین بلک                                                                   | کوین فایگی                        | منتشر شده |
| انتقام جویان: عصر الترون    | ۱ مه ۲۰۱۵                    | جاس ویدون        | جاس ویدون                                                                              | کوین فایگی                        | منتشر شده |
| کاپیتان آمریکا: جنگ داخلی   | ۶ مه ۲۰۱۶                    | انتونی و جو روسو | کریستوفر مارکوس و استیون مک فیلی                                                       | کوین فایگی                        | منتشر شده |
| مرد عنکبوتی: بازگشت به خانه | ۷ ژوئیه ۲۰۱۷                 | جان واتس         | جاناتان گلداستاین ،جان فرانسیس دالی، جان واتس، کریستوفر فورد، کریس مک کنا و اریک سامرز | کوین فایگی و امی پاسکال           | منتشر شده |
| انتقام جویان: جنگ ابدیت     | ۲۷ آوریل ۲۰۱۸                | انتونی و جو روسو | کریستوفر مارکوس و استیون مک فیلی                                                       | کوین فایگی                        | منتشر شده |
| انتقام جویان: پایان بازی    | ۲۶ آوریل ۲۰۱۹                | انتونی و جو روسو | کریستوفر مارکوس و استیون مک فیلی                                                       | کوین فایگی                        | منتشر شده |